# Copa espanyola d'hoquei sobre gel masculina
La Copa espanyola d'hoquei gel, també anomenada Copa de SM el Rei i anteriorment denominada Copa de S.E. el Generalísimo, és una competició espanyola d'hoquei sobre gel, organitzada per la Reial Federació Espanyola d'Esports d'Hivern i celebrada per primer cop de forma oficiosa el 1953. Les primeres edicions no oficials se celebraren al Santuari de la Vall de Núria, com a prova dels Campionats d'Espanya de patinatge artístic i d'hoquei sobre gel, però davant la pèrdua d'interès, va deixar de disputar-se durant la dècada dels seixanta. La temporada 1972-73 tornà a disputar-se de forma oficial.
Els dominadors de la competició són el Club Hielo Jaca i el Club Gel Puigcerdà amb disset i tretze títols, respectivament.

## Historial
| En negreta = Equip guanyador (1) = Nombre de títols (prò.) = Pròrroga (p.) = Penals Nota: Noms dels equips segons l'època |

| Edició                                                       | Temp.   | Data                                                       | Campió                                                     | Resultat                                                   | Subcampió                                                  | Seu                                                        | refs       |
| ------------------------------------------------------------ | ------- | ---------------------------------------------------------- | ---------------------------------------------------------- | ---------------------------------------------------------- | ---------------------------------------------------------- | ---------------------------------------------------------- | ---------- |
| no oficial                                                   | 1953    | 21-02-1953                                                 | Atlético de Madrid                                         | 13-0                                                       | CA Núria                                                   | Pista del Santuari, Vall de Núria                          | [ 1 ]      |
| no oficial                                                   | 1954    | 28-02-1954                                                 | FEMSA                                                      | 6-2                                                        | CA Núria                                                   | Pista del Santuari, Vall de Núria                          | [ 4 ]      |
| no oficial                                                   | 1955    | 29-30/01-1955                                              | CA Núria                                                   | lligueta                                                   | FEMSA                                                      | Pista del Santuari, Vall de Núria                          | [ 5 ]      |
| no oficial                                                   | 1956    | 06-07/01-1956                                              | CA Núria                                                   | lligueta                                                   | FEMSA                                                      | Pista del Santuari, Vall de Núria                          | [ 6 ]      |
| no oficial                                                   | 1957    | 26-27/01-1957                                              | FEMSA                                                      | lligueta                                                   | CA Núria                                                   | Pista del Santuari, Vall de Núria                          | [ 7 ]      |
| es disputa de forma oficial a partir de la temporada 1972-73 |         |                                                            |                                                            |                                                            |                                                            |                                                            |            |
| I                                                            | 1972-73 | 28-04-1973                                                 | Real Sociedad SS (1)                                       | 4-2                                                        | FC Barcelona                                               | Palau de Gel, Barcelona                                    | [ 8 ]      |
| II                                                           | 1973-74 |                                                            | Real Sociedad SS (2)                                       | 6-2                                                        | FC Barcelona                                               | Pista de Gel Txuri Urdin, Sant Sebastià                    |            |
| III                                                          | 1974-75 | 08-05-1975                                                 | Real Sociedad SS (3)                                       | 5-3                                                        | CH Jaca                                                    | Pavelló de Gel de Jaca                                     | [ 9 ]      |
| IV                                                           | 1975-76 | 27-05-1976                                                 | FC Barcelona (1)                                           | 7-6                                                        | CH Casco Viejo Bilbao                                      | Pista Hielotrón, Sevilla                                   | [ 10 ]     |
| V                                                            | 1976-77 | 09-06-1977                                                 | FC Barcelona (2)                                           | 8-5                                                        | CHH Txuri Urdin IHT                                        | Pistas Nogaro, Bilbao                                      | [ 11 ]     |
| VI                                                           | 1977-78 | 25-06-1978                                                 | CH Casco Viejo Bilbao (1)                                  | 9-8                                                        | CHH Txuri Urdin IHT                                        | Pistas Nogaro, Bilbao                                      | [ 12 ]     |
| VII                                                          | 1978-79 | 13-05-1979                                                 | CHH Txuri Urdin IHT (4)                                    | 5-2                                                        | FC Barcelona                                               | Pista de Gel, Vitòria                                      | [ 13 ]     |
| VIII                                                         | 1979-80 |                                                            | CHH Txuri Urdin IHT (5)                                    | 5-3                                                        | FC Barcelona                                               | Pista de Gel Txuri Urdin, Sant Sebastià                    |            |
| IX                                                           | 1980-81 |                                                            | CH Casco Viejo Bilbao (2)                                  | 7-5                                                        | FC Barcelona                                               | Palau de Gel, Barcelona                                    |            |
| X                                                            | 1981-82 |                                                            | FC Barcelona (3)                                           | 5-3                                                        | Vizcaya HC                                                 | Pistas Nogaro, Bilbao                                      |            |
| XI                                                           | 1982-83 |                                                            | CG Puigcerdà (1)                                           | 7-3                                                        | CH Jaca                                                    | Pavelló de Gel de Puigcerdà                                |            |
| XII                                                          | 1983-84 | 15-04-1984                                                 | CG Puigcerdà (2)                                           | 8-6                                                        | CH Jaca                                                    | Pavelló de Gel de Jaca                                     | [ 14 ]     |
| XIII                                                         | 1984-85 |                                                            | CH Jaca (1)                                                | 4-3                                                        | CG Puigcerdà                                               | Pista de Gel Txuri Urdin, Sant Sebastià                    |            |
| XIV                                                          | 1985-86 |                                                            | CG Puigcerdà (3)                                           | 7-2                                                        | CH Jaca                                                    | Pavelló de Gel de Puigcerdà                                |            |
| XV                                                           | 1986-87 |                                                            | CG Puigcerdà (4)                                           | 4-3                                                        | FC Barcelona                                               | Palau de Gel, Barcelona                                    | [ Nota 1 ] |
| XVI                                                          | 1987-88 |                                                            | CH Jaca (2)                                                | 4-1                                                        | CHH Txuri Urdin IHT                                        |                                                            | [ Nota 2 ] |
| XVII                                                         | 1988-89 |                                                            | CH Jaca (3)                                                | 2-0                                                        | CHH Txuri Urdin IHT                                        | Pista de Gel Txuri Urdin, Sant Sebastià                    |            |
| XVIII                                                        | 1989-90 |                                                            | CHH Txuri Urdin IHT (6)                                    | 7-3                                                        | CH Jaca                                                    | Pavelló de Gel de Jaca                                     |            |
| XIX                                                          | 1990-91 |                                                            | CHH Txuri Urdin IHT (7)                                    | 8-6                                                        | CG Puigcerdà                                               | Pavelló de Gel de Puigcerdà                                |            |
| XX                                                           | 1991-92 |                                                            | CG Puigcerdà (5)                                           | 4-3                                                        | CH Jaca                                                    | Pista de Gel BAKH, Vitòria                                 |            |
| XXI                                                          | 1992-93 |                                                            | CH Jaca (4)                                                | 6-2                                                        | CHH Txuri Urdin IHT                                        | Palau de Gel, Barcelona                                    |            |
| XXII                                                         | 1993-94 | 10-04-1994                                                 | CHH Txuri Urdin IHT (8)                                    | 4-2                                                        | CG Puigcerdà                                               | Pavelló de Gel de Jaca                                     | [ 15 ]     |
| XXIII                                                        | 1994-95 |                                                            | CH Jaca (5)                                                | 4-3                                                        | FC Barcelona                                               | Palau de Gel, Barcelona                                    |            |
| XXIV                                                         | 1995-96 |                                                            | CH Jaca (6)                                                | 8-6                                                        | CHH Txuri Urdin IHT                                        | Pista de Gel Txuri Urdin, Sant Sebastià                    |            |
| XXV                                                          | 1996-97 |                                                            | FC Barcelona (4)                                           | 3-1                                                        | CH Jaca                                                    | Palau de Gel, Barcelona                                    |            |
| XXVI                                                         | 1997-98 |                                                            | CH Jaca (7)                                                | 10-4                                                       | FC Barcelona                                               | Pista de Hielo La Nevera, Majadahonda                      |            |
| XXVII                                                        | 1998-99 |                                                            | CG Puigcerdà (6)                                           | 9-3                                                        | FC Barcelona                                               | Pavelló de Gel de Puigcerdà                                |            |
| XXVIII                                                       | 1999-00 |                                                            | CHH Txuri Urdin IHT (9)                                    | 7-1                                                        | FC Barcelona                                               | Pavelló de Gel de Jaca                                     |            |
| XXIX                                                         | 2000-01 |                                                            | CH Jaca (8)                                                | 11-4                                                       | FC Barcelona                                               | Pavelló de Gel de Jaca                                     |            |
| XXX                                                          | 2001-02 |                                                            | CH Jaca (9)                                                | 5-2                                                        | FC Barcelona                                               | Pavelló de Gel de Jaca                                     |            |
| XXXI                                                         | 2002-03 |                                                            | CH Jaca (10)                                               | 4-2                                                        | FC Barcelona                                               | Pavelló de Gel de Jaca                                     |            |
| XXXII                                                        | 2003-04 |                                                            | CG Puigcerdà (7)                                           | 3-2                                                        | CH Jaca                                                    | Pavelló de Gel de Puigcerdà                                |            |
| XXXIII                                                       | 2004-05 |                                                            | CG Puigcerdà (8)                                           | 4-2                                                        | CH Jaca                                                    | Pavelló de Gel de Jaca                                     |            |
| XXXIV                                                        | 2005-06 |                                                            | CH Jaca (11)                                               | 5-2                                                        | CG Puigcerdà                                               | Pavelló de Gel de Puigcerdà                                |            |
| XXXV                                                         | 2006-07 | 01-04-2007                                                 | CG Puigcerdà (9)                                           | 4-3                                                        | CH Jaca                                                    | Palacio del Gel de Huarte, Pamplona                        |            |
| XXXVI                                                        | 2007-08 | 30-03-2008                                                 | CG Puigcerdà (10)                                          | 6-2                                                        | FC Barcelona                                               | Pavelló de Gel de Puigcerdà                                |            |
| XXXVII                                                       | 2008-09 | 28-03-2009                                                 | CG Puigcerdà (11)                                          | 5-4 (prò.)                                                 | CH Jaca                                                    | Polideportivo Municipal Lobete, Logronyo                   |            |
| XXXVIII                                                      | 2009-10 | 28-03-2010                                                 | CG Puigcerdà (12)                                          | 6-1                                                        | FC Barcelona                                               | Polideportivo Municipal Lobete, Logronyo                   |            |
| XXXIX                                                        | 2010-11 | 27-03-2011                                                 | CH Jaca (12)                                               | 6-3                                                        | FC Barcelona                                               | Pavelló de Gel de Jaca                                     |            |
| XL                                                           | 2011-12 | 01-04-2012                                                 | CH Jaca (13)                                               | 5-3                                                        | CG Puigcerdà                                               | Pista de Gel BAKH, Vitòria                                 |            |
| XLI                                                          | 2012-13 | 31-03-2013                                                 | CH Jaca (14)                                               | 9-5                                                        | BAKH Vitoria-Gasteiz                                       | Palau de Gel, Puigcerdà                                    |            |
| XLII                                                         | 2013-14 | 23-03-2014                                                 | BAKH Vitoria-Gasteiz (1)                                   | 4-1                                                        | CG Puigcerdà                                               | Palau de Gel, Barcelona                                    |            |
| XLIII                                                        | 2014-15 | 18-01-2015                                                 | FC Barcelona (5)                                           | 6-2                                                        | CG Puigcerdà                                               | Pavelló de Gel de Jaca                                     |            |
| XLIV                                                         | 2015-16 | 27-03-2016                                                 | CHH Txuri Urdin IHT (10)                                   | 4-1                                                        | CH Jaca                                                    | Pista de Gel Txuri Urdin, Sant Sebastià                    |            |
| XLV                                                          | 2016-17 | 22-01-2017                                                 | CH Jaca (15)                                               | 2-1                                                        | CHH Txuri Urdin IHT                                        | Pista de Hielo Fernández Ochoa, Valdemoro                  |            |
| XLVI                                                         | 2017-18 | 24-12-2017                                                 | CHH Txuri Urdin IHT (11)                                   | 3-1                                                        | CH Jaca                                                    | Pista de Gel Txuri Urdin, Sant Sebastià                    | [ 16 ]     |
| XLVII                                                        | 2018-19 | 31-05-2019                                                 | FC Barcelona (6)                                           | 5-1                                                        | CG Puigcerdà                                               | Pavelló de Gel de Jaca                                     | [ 17 ]     |
| XLVIII                                                       | 2019-20 | Edició cancel·lada pel risc públic de contagi del COVID-19 | Edició cancel·lada pel risc públic de contagi del COVID-19 | Edició cancel·lada pel risc públic de contagi del COVID-19 | Edició cancel·lada pel risc públic de contagi del COVID-19 | Edició cancel·lada pel risc públic de contagi del COVID-19 | [ 18 ]     |
| XLIX                                                         | 2020-21 | 02-05-2021                                                 | CH Jaca (16)                                               | 2-1                                                        | FC Barcelona                                               | Pavelló de Gel de Jaca                                     |            |
| L                                                            | 2021-22 | 17-04-2022                                                 | CG Puigcerdà (13)                                          | 5-4 (prò.)                                                 | CH Jaca                                                    | Pavelló de Gel de Jaca                                     | [ 19 ]     |
| LI                                                           | 2022-23 | 09-04-2023                                                 | CH Jaca (17)                                               | 3-2                                                        | FC Barcelona                                               | Pista de Hielo de Madrid, Madrid                           | [ 20 ]     |
| LII                                                          | 2023-24 | 15-04-2024                                                 | CH Jaca (18)                                               | 4-2                                                        | SH Majadahonda                                             | Pista de Hielo de Madrid, Madrid                           | [ 21 ]     |
| LIII                                                         | 2024-25 | 13-04-2025                                                 | CG Puigcerdà (14)                                          | 7-2                                                        | CH Jaca                                                    | Pavelló de Gel de Jaca                                     | [ 22 ]     |

1. ↑  Degut a les dificultats financeres dels clubs d'hoquei gel, la Reial Federació Espanyola d'Esports d'Hivern decideix organitzar el Campionat Sub-20
2. ↑  Degut a les dificultats financeres dels clubs d'hoquei gel, la Reial Federació Espanyola d'Esports d'Hivern decideix organitzar el Campionat Sub-21

## Palmarès
| Equip                 | Campió | Subcampió | Finals | Anys campió | Anys subcampió |
| --------------------- | ------ | --------- | ------ | --- | --- |
| Club Hielo Jaca       | 18     | 15        | 42     | 1984-85, 1987-88, 1988-89, 1992-93, 1994-95, 1995-96, 1997-98, 2000-01, 2001-02, 2002-03, 2005-06, 2010-11, 2011-12, 2012-13, 2016-17, 2020-21, 2022-23. 2023-24 | 1974-75, 1982-83, 1983-84, 1985-86, 1989-90, 1991-92, 1996-97, 2003-04, 2004-05, 2006-07, 2008-09, 2015-16, 2017-18, 2021-22, 2024-25                            |
| Club Gel Puigcerdà    | 14     | 8         | 21     | 1982-83, 1983-84, 1985-86, 1986-87, 1991-92, 1998-99, 2003-04, 2004-05, 2006-07, 2007-08, 2008-09, 2009-10, 2021-22, 2024-25                                     | 1984-85, 1990-91, 1993-94, 2005-06, 2011-12, 2013-14, 2014-15, 2018-19                                                                                           |
| CHH Txuri Urdin IHT   | 11     | 7         | 18     | 1972-73, 1973-74, 1974-75, 1978-79, 1979-80, 1989-90, 1990-91, 1993-94, 1999-00, 2015-16, 2017-18                                                                | 1976-77, 1977-78, 1987-88, 1988-89, 1992-93, 1995-96, 2016-17 |
| Futbol Club Barcelona | 6      | 18        | 24     | 1975-76, 1976-77, 1981-82, 1996-97, 2014-15, 2018-19 | 1972-73, 1973-74, 1978-79, 1979-80, 1980-81, 1986-87, 1994-95, 1997-98, 1998-99, 1999-00, 2000-01, 2001-02, 2002-03, 2007-08, 2009-10, 2010-11, 2020-21, 2022-23 |
| CH Casco Viejo Bilbao | 2      | 2         | 4      | 1977-78, 1980-81 | 1975-76, 1981-82 |
| BAKH Vitoria-Gasteiz  | 1      | 1         | 2      | 2013-14 | 2012-13 |
| SH Majadahonda        | 0      | 1         | 1      | – | 2023-24 |